# توم كروفورد
توم كروفورد (18 فبراير 1910 في المملكة المتحدة - 6 ديسمبر 1979 بوستمنستر في المملكة المتحدة) (بالإنجليزية: Tom Crawford)‏ هو لاعب كريكت بريطاني (وحمل سابقاً جنسية المملكة المتحدة لبريطانيا العظمى وأيرلندا). لعب مع Kent County Cricket Club ‏.

## وصلات خارجية
- توم كروفورد على موقع إي آس بي آن كريك إنفو (الإنجليزية)